# Lusevera
Lusevera (in dialetto po nasen e in sloveno Bardo, in friulano Lusèvare) è un comune italiano sparso di 617 abitanti del Friuli-Venezia Giulia, composto da 8 principali frazioni adagiate alle pendici dei Monti Musi, la cui sede comunale non è l'omonima località, ma la frazione di Vedronza (Njivica).

## Geografia fisica

### Territorio
A circa 30 chilometri a nord est di Udine, il territorio comunale di Lusevera si trova approssimatamente a 504 metri sul livello del mare ed è situato nell'alta valle del Torre. Il comune viene attraversato da due torrenti principali: il Mea (fiume sotterraneo) ed il Torre, le cui sorgenti si trovano proprio nella frazione di Musi. Cinto completamente dalla Catena dei Musi e ricco perciò di boschi, il territorio risulta piuttosto vario nella sua morfologia: essendo punto di incontro ed area di confine fra zone geografiche diverse (ad est la penisola balcanica, a sud quella italiana ed a nord la porzione geografica continentale) il comune ospita nicchie ecologiche differenti. Nel sud del comune, in concomitanza con il fondovalle, sono comuni zone di forra e boschi termofili a microclima caldo, tipici della fascia sub-mediterranea e perciò ricchi di ornielli, carpini neri e roverelle. Nel nord invece sono presenti suoli più freschi ed umidi che garantiscono la crescita di frassini, carpini bianchi, aceri, castagni e tigli selvatici. È diffuso inoltre il pino austriaco, presente specialmente nella conca di Pradielis, lungo il greto del Torrente Mea e sui versanti ghiaiosi della catena dei Musi, dove si alterna con il pino silvestre e con formazioni pioniere di pino mugo.
Sono inoltre diffusissime sul territorio comunale cavità ipogee di sviluppo lineare, dovuto al fenomeno del carsismo e all'erosione di rocce carbonatiche dovuta dall'azione erosiva di agenti atmosferici. Nonostante i fenomeni ipogei siano solitamente di tipo verticale (abissi e cave), nella frazione di Villanova esiste un complesso di cavità ipogee orizzontali conosciute come Grotte di Villanova. La più famosa di queste è Grotta Nuova, scoperta nel 1925, oggi visitabile.
Parte del territorio comunale fa parte del Parco Naturale delle Prealpi Giulie.

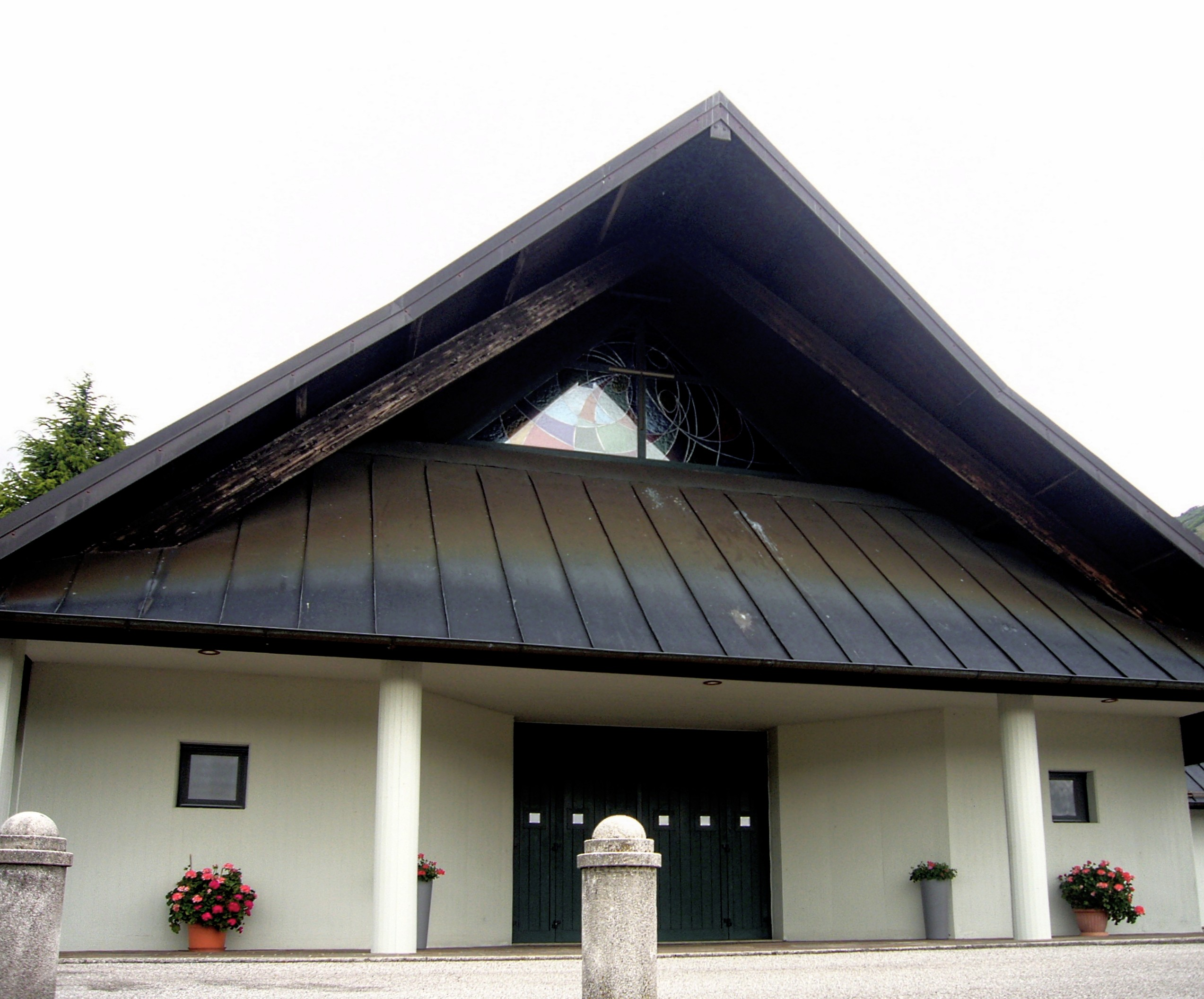
La chiesa di San Giorgio

### Clima
Il comune di Lusevera fa parte della zona climatica F. Ha un clima sub-continentale con inverni rigidi ed estati relativamenti calde ed è caratterizzato da una forte piovosità. La frazione di Musi risulta infatti essere la località più piovosa d'Italia con ben 3300 mm di precipitazioni medie annue.
Nel comune di Lusevera si presenta un fenomeno climatico tipico di numerosi comuni friulani definito "abbassamento dei profili altimetrici": per via di condizioni climatiche specifiche, è possibile incontrare caratteristiche geofisiche e climatiche tipiche dell'alta quota senza dover affrontare grossi dislivelli. Questa situazione permette ad esempio di incontrare faggete a quote più basse di 300-400 metri rispetto agli orizzonti montani consueti.

## Storia
Nonostante la frazione di Lusevera venga menzionata per la prima volta nel 1150 in un documento riguardante l'applicazione di imposte appartenente alla Pieve di Tarcento, è probabile che i primi insediamenti nella zona risalgano alla fine del VI secolo, durante le migrazioni di tribù slave e la loro espansione nella penisola balcanica e nelle Alpi Orientali, mentre altri suggeriscono che fossero presenti insediamenti già a partire dall'epoca romana, successivamente conquistati da nomadi slavi. Tale stanziamento, seppur privo di testimonianze storiche, fu presumibilmente stabile e non completamente isolato: il Passo di Tanamea collegava la zona all'Alta Valle dell'Isonzo, mentre le pendici del Gran Monte e gli altipiani del Bernadia collegavano l'Alta Val Torre alla Valle del Cornappo e alla Bassa Val Torre. Questo portò negli anni a dei rari e sporadici scambi con le zone vicine; tuttavia, i contatti fra le cosiddette Ville Slave e le aree circostanti rimasero labili fino al 1420, quando la zona venne occupata da truppe veneziane che iniziarono a disboscare l'area e nominarono un lungotenente per la gestione burocratica delle Ville Slave. La conquista del territorio da parte di Venezia sancì dunque la fine dello storico isolamento politico dell'Alta Val Torre, fin allora praticamente autogestite, come testimoniano le numerosi fonti scritte di epoca veneziana riguardanti processi e gestione politica. La zona rimase tuttavia economicamente autosufficiente, basandosi sulla coltivazione di tuberi e legumi, e gli scambi con le zone vicine erano ridotti al minimo indispensabile. Questo garantì negli anni una scarsa mescolanza culturale col resto del Friuli ma anche con la vicina Slovenia, situazione che perdurò poi anche sotto la dominazione austriaca (1797-1866) e negli anni dell'annesione della zona al neonato Regno d'Italia (1866). Solo dopo la prima guerra mondiale i contatti con il mondo esterno iniziarono ad intensificarsi e si diffuse tra i luseveresi coscienza della loro arretratezza, al punto che gran parte della popolazione lasciò la zona emigrando verso la più ricca pianura friulana o verso le principali città industriali. Nonostante fra le due guerre ci fu un boom demografico dovuto ad una relativa diffusione di benessere dovuta da una parte agli introiti provenienti dall'emigrazione (uomini che mandavano soldi alle mogli e ai figli) e dall'altra allo svilupparsi di infrastrutture e trasporti che collegavano Lusevera al resto del Friuli, a partire dalla seconda guerra mondiale Lusevera conobbe un calo demografico che perdura fino ad oggi. Nel 1969 vi fu aggregata la frazione di Uccea, già parte del comune di Resia. Tuttavia, con legge n. 7 del 1995, la regione ha riportato la situazione a quella precedente. Nel 1976 il comune fu devastato dal terremoto del Friuli, che provocò enormi crolli e danni, oltre che a 11 vittime.Pesantemente danneggiati gli abitati del capoluogo, Pradielis e Musi. La scuola materna del luogo è stata dedicata al pilota Graham Hill. Tale scuola fu costruita grazie a una raccolta fondi avvenuta lo stesso anno, con una gara, cui parteciparono molti piloti di Formula 1 svoltasi all'Autodromo Riccardo Paletti e organizzata dal settimanale Autosprint.

### Simboli
Lo stemma e il gonfalone sono stati concessi con decreto del presidente della Repubblica n. 1639 del 18 marzo 1985.
Il gonfalone è un drappo troncato di bianco e di rosso.

## Monumenti e luoghi d'interesse
- Grotte di Villanova
- Chiesa di San Giorgio Martire

### Le fortificazioni
Durante la guerra fredda, nel territorio comunale erano state realizzate delle fortificazioni dette "opere" che facevano parte della soglia di Gorizia. Le fortificazioni realizzate nel comune di Lusevera erano quelle di Micottis, Musi e Tanamea.
La fortificazione di Micottis, dal nome della omonima località, frazione del comune di Lusevera, era una piccola fortificazione situata sulla strada Lusevera- Villanova al bivio per Taipana. Le fortificazioni di Musi e Tanamea facevano sistema nella difesa dell'alta valle del Torre e della piana di Udine. La fortificazione di Musi era situata sulle alture di Musi in corrispondenza del restringimento della valle dell'Uccea e all’inizio della valle del Torre.
La fortificazione di Tanamea era scavata nella roccia a chiudere la valle dell'Uccea, situata immediatamente dopo il passo di Tanamea verso il confine e difendeva l'accesso dall'alta valle dell'lsonzo alla valle del Torre e alla piana di Udine. Il controllo delle "opere" collocate nel territorio comunale di Lusevera era affidato al 52º Battaglione fanteria d’arresto "Alpi". Dopo la fine della guerra fredda la fortificazioni, all'inizio degli anni novanta sono state dismesse.

## Società

### Evoluzione demografica
Abitanti censiti

### Lingue e dialetti
Nel comune di Lusevera si parla, parallelamente al friulano, un dialetto sloveno, che tradizionalmente gli abitanti usano chiamare Po našin o Po Nasen, che in italiano si traduce "a modo nostro". A Lusevera, similmente ad altre zona di confine, è presente quel fenomeno toponomastico conosciuto come polimorfia toponimica: per lo stesso luogo esistono più nomi con etimologia diversa derivante da ceppi linguistici differenti. Un esempio ne è Lusevera, il cui nome italiano deriva dal latino Luxvera, cioè Luce Vera, probabilmente per la posizione orientale della frazione (situata dove sorge il sole), mentre il nome dialettale, "Bardo", deriva da una radice slava significante collina, proprio perché la frazione di Lusevera si collocca effettivamente su un colle rialzato rispetto alla valle. Ad oggi, questo dialetto è in forte deperimento: non c'è una vera e propria stima dei parlanti attuali ma risulta sconosciuto a gran parte della popolazione, nonostante alcune iniziative comunali per preservarlo.
Il comune rientra nell'elenco del DPR 12 settembre 2007 "Approvazione della tabella dei comuni del Friuli-Venezia Giulia nei quali si applicano le misure di tutela della minoranza slovena, a norma dell'articolo 4 della legge 23 febbraio 2001, n. 38". (GU n. 276 del 27-11-2007).

## Cultura

### Centro Ricerche Culturali
Istituito nel 1967.

### Museo Etnografico
Costituito nel 1973 per volontà di un gruppo di studiosi - tra cui Guglielmo Cerno - del Centro Ricerche Culturali di Lusevera e chiuso per lungo tempo a seguito del sisma del 1976, è stato riallestito grazie al prezioso lavoro di esperti del “Goriški Muzej” di Nova Gorica. Il Museo ha sede in quella che fu la latteria paesana.

## Geografia antropica
Storicamente, l'area dell'attuale comune di Lusevera era composta da numerose località che formavano entità distinte sparse per tutta l'Alta Val Torre, dalla forra del Torre fino a Passo Tanamea. Con le grandi emigrazioni del Novecento, molte di esse sono state abbandonate perdendo ogni tipo di rivelanza antropica.
Ad oggi le frazioni abitate rimangono sette.

### Cesariis (Podbardo)
Ad ovest di Pradielis, situato a circa 500 metri sul livello del mare, è attualmente abitato da circa 44 abitanti. L'insediamento è storicamente formato da due nuclei principali: Ròsici e Ciberja. Il nome Cesariis deriva probabilmente dal latino medioevale Caesa, taglio del bosco, mentre il termine Podbardo è l'unione della particella slava Pod, sotto, e del termine po nasen Bardo, collina.

### Lusevera (Bardo)
Frazione principale che da il nome ad il comune, è collocata su un colle ad est rispetto alla Strada Regionale 646 ed è abitata da circa 192 abitanti. A circa 500 metri sul livello del mare, è storicamente diviso in 16 località ed oggi ospita il museo etnografico e la Chiesa di San Giorgio Martire. Il suo nome italiano deriva dal latino Luxvera, luce vera, mentre la variante slava corrisponde al termine po nasen di collina.

### Micottis (Sedlišča o Mekota)

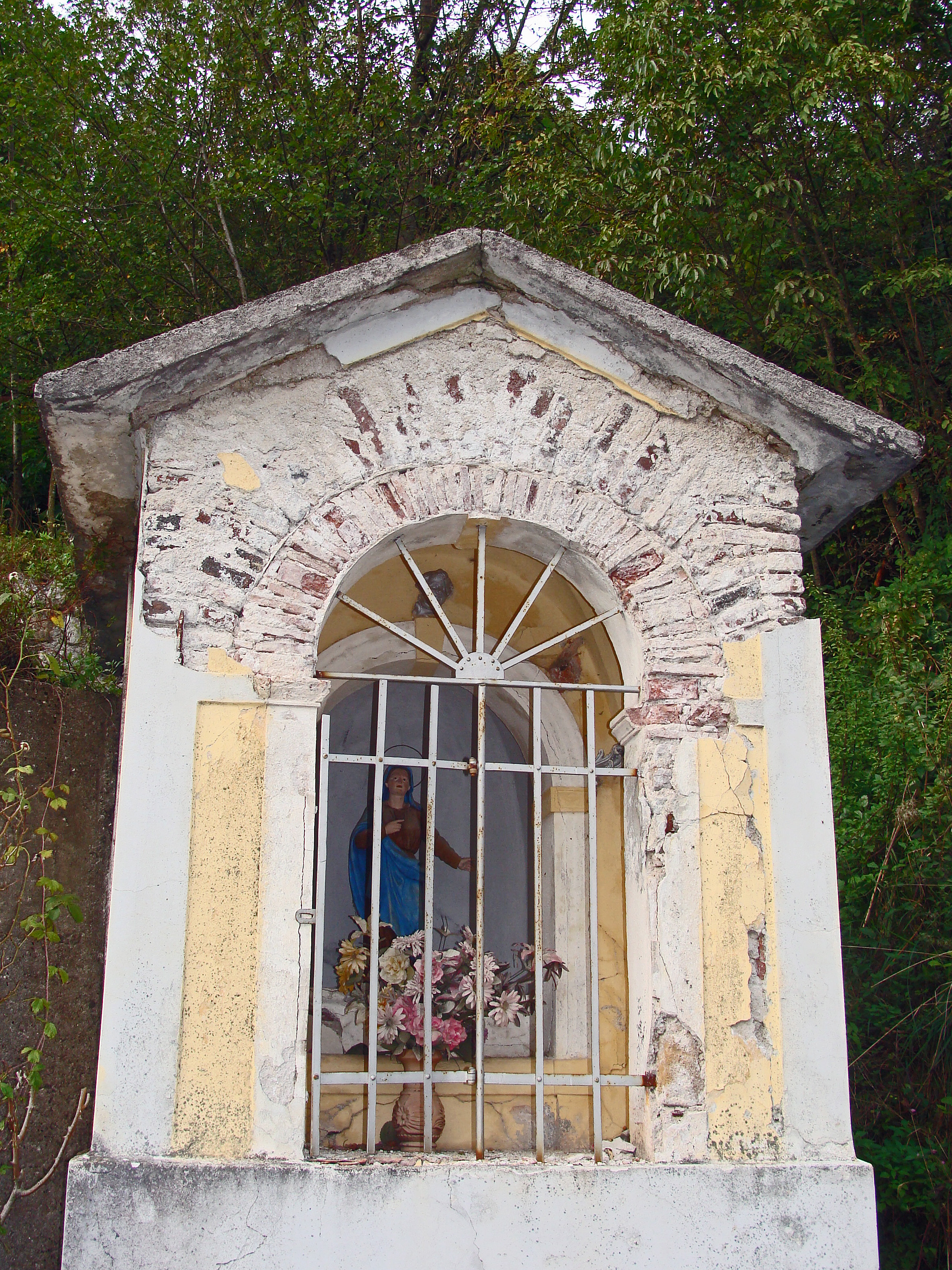
Ancona votiva a Micottis

Diviso in 5 borgate, si trova lungo la strada che collega Lusevera a Sella Priesaca, a circa 500 metri sul livello del mare. Abitato da solo 47 abitanti, la sua etimologia è incerta: Mekota e la latinizzazione Micottis possono suggerire dal protoslavo Mek- soffice (per indicare un terreno umido), mentre Sedlisca è un toponimo molto diffuso in tutte le alpi orientali slavofone e significa "sella, avvallamento". Non lontano dalla frazione di Micottis è situata la località Lùscavaz

### Musi (Mužac)
Frazione più settentrionale, si trova a 627 metri sul livello del mare ed è abitata da 27 persone. Divisa storicamente in tre località, Simaz, Tanataviele e Chisaliza, oggi è abitata solo nelle prime due. Il nome sembra derivare da un cognome locale, anche se Pavle Merkù suggerische che sia un nome primario dato inizialmente alla catena dei monti Musi e successivamente alle borgate sottostanti. Nella frazione si trovano le sorgenti del Torre.

### Pradielis (Ter)
Frazione più abitata (226 abitanti), è situata a 361 metri sul livello del mare, in una conca lungo la Regionale 646. Ad est del fiume Torre, da cui deriva il nome in po nasen, è sede della casa di riposo, della canonica e del campo sportivo. È storicamente divisa in 6 borgate e circondata da pascoli, da cui deriva il nome Pradielis (daI latino Pratum, prato).

### Vedronza (Njivica)
Sede comunale, ci risiedono 68 individui. Ad ovest del Torre, è attraversata anche dal torrente Vedrosa, che da il nome alla frazione. Njvica significa invece campicello.

### Villanova delle Grotte (Zavarh)
Località storicamente isolata e dalla forte identità culturale, è conosciuta per le sue grotte. A 500 metri sul livello del mare, è divisa in 7 borgate, ciascuna storicamente dotata di autonomia. Zavarh deriva dall'unione della particella protoslava Za, dietro, e Vahr, vetta, indicando la sua posizione isolata dalla catena dei monti Musi.
Degni di nota sono inoltre la borgata di Pers, ormai disabitata ed borgo Sriegnibosch, lungo la strada statale per il passo di Tanamea.